# Ulrike Längle
Ulrike Längle (* 4. Februar 1953 in Bregenz) ist eine österreichische Literaturwissenschaftlerin und Schriftstellerin.

## Leben
Ulrike Längle studierte von 1971 bis 1977 Germanistik, Romanistik und Vergleichende Literaturwissenschaft an den Universitäten in Innsbruck und Poitiers. Am 6. Juli 1982 wurde sie mit einer Arbeit über Ernst Weiss zum Doktor der Philosophie unter den Auspizien des Bundespräsidenten promoviert. Anschließend war sie bis 1984 Lehrbeauftragte am Germanistischen Institut der Universität Innsbruck und in Klagenfurt. Seit 1984 leitet sie das Franz-Michael-Felder-Archiv zur Vorarlberger Literatur in Bregenz. 
Ulrike Längle ist daneben auch als Verfasserin von Romanen und Erzählungen hervorgetreten, die sich in einer klaren, lapidaren Sprache mit der Tragikomik des Alltäglichen und Banalen beschäftigen, und arbeitet als Übersetzerin. 

## Auszeichnungen und Ehrungen
- 1995 Stipendium des Künstlerhauses Schloss Wiepersdorf
- 1997 Visiting Writer an der University of Texas in Austin
- 1999 Stipendium des Heinrich-Heine-Hauses der Stadt Lüneburg

## Werke
- Ernst Weiss – Vatermythos und Zeitkritik, Innsbruck 1981
- Am Marterpfahl der Irokesen, Frankfurt am Main 1992
- Der Untergang der Romanshorn, Frankfurt am Main 1994
- Il prete rosso, Salzburg u. a. 1996
- Tynner, Frankfurt am Main 1996
- Vermutungen über die Liebe in einem fremden Haus, Frankfurt am Main 1998
- Mit der Gabel in die Wand geritzt, Uhldingen 1999
- Bachs Biss, Eggingen 2000
- Seesucht, Eggingen 2002

### Herausgeberschaft
- Kindheit im (Nach)krieg, Hard 1988
- Mir Wibar mitanand, Wien 1990
- Franz Michael Felder: „Ich will der Wahrheitsgeiger sein“, Salzburg u. a. 1994
- Max Riccabona: Auf dem Nebengeleise, Innsbruck 1995

### Übersetzungen
- Gillo Dorfles: Im Labyrinth des Geschmacks, München 1987
- Gillo Dorfles: Ästhetik der Zwietracht, München 1988